# Pamphilius stramineipes
Pamphilius stramineipes är en stekelart som först beskrevs av Hartig 1837.  Pamphilius stramineipes ingår i släktet Pamphilius, och familjen spinnarsteklar. Arten har ej påträffats i Sverige.